# Knud Østergaard
Pour les articles homonymes, voir Østergaard.
Knud Østergaard, né le 21 mars 1922 à Copenhague (Danemark) et mort le 27 novembre 1993, est un homme politique danois membre du Parti populaire conservateur (KF), ancien ministre et ancien député au Parlement (le Folketing).